# 葉竦
葉竦（1475年—？），字喬新，號元峰，江西撫州府臨川縣人，民籍，明朝政治人物。

## 生平
江西鄉試第九十二名舉人。正德十二年（1517年）中式丁丑科會試第九十一名，登第三甲第一百二十三名進士。吏部观政，授龙泉县知县，调慈溪，丁艱歸。起补常山县，擢升刑部主事，因病辞官归乡而卒。

## 家族
曾祖葉思禮；祖父葉時發；父葉愈英，母李氏；繼母吳氏。具庆下。兄承、芳、绅、琢、德、華。